# Iulium Carnicum

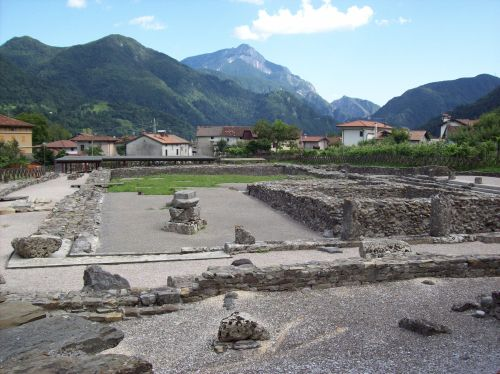
Konservierte Reste des römischen Forums von Iulium Carnicum

Iulium Carnicum war eine römische Stadt im Nordosten des heutigen Italien, auf dem Gebiet der Gemeinde Zuglio. Die Siedlung lag an der Via Iulia Augusta, einer bedeutenden römischen Fernstraße, die den Donauraum mit der Adria verband.

## Geschichte

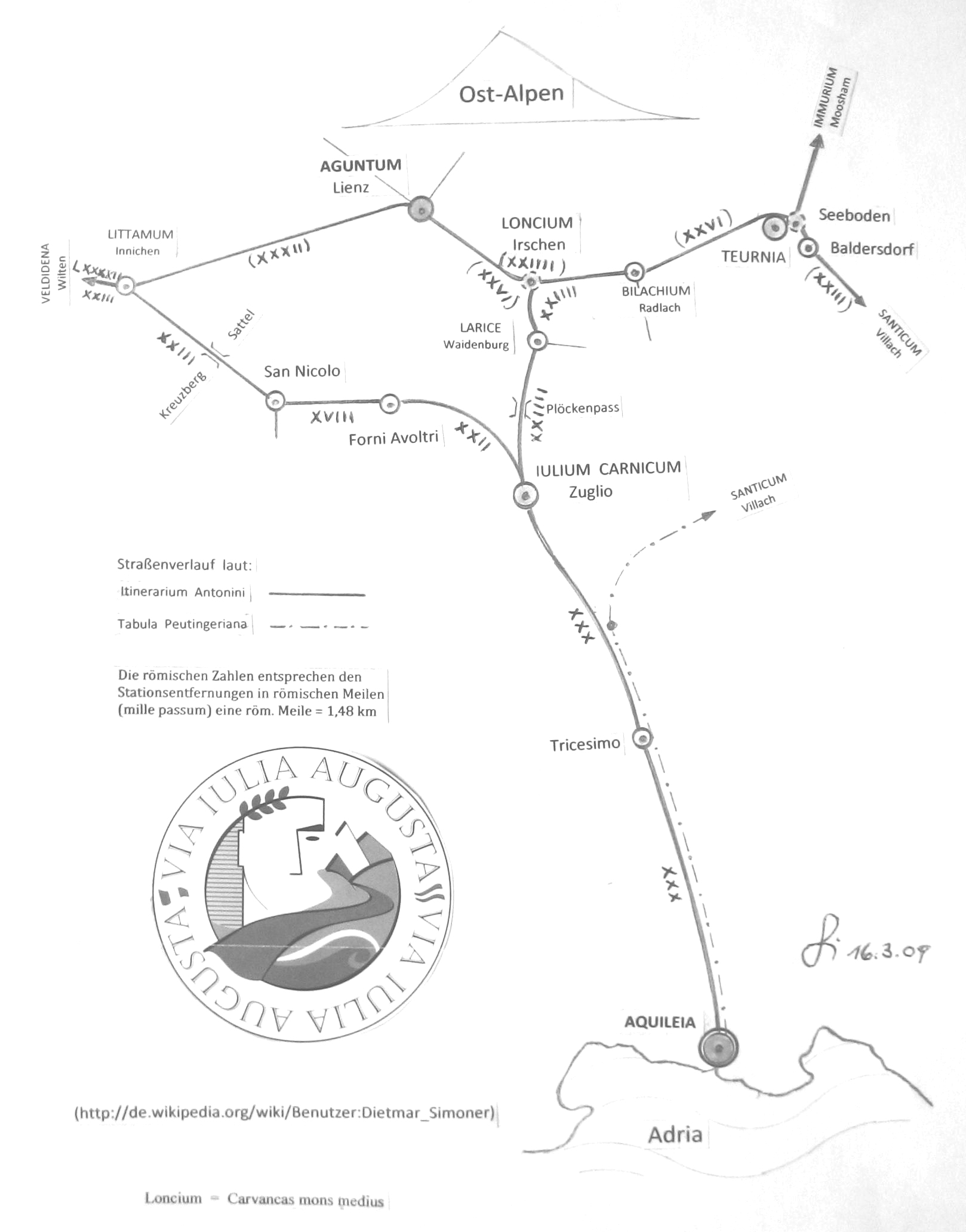
Lage von Iulium Carnicum an der Via Iulia Augusta

Die Gegend von Iulium Carnicum war in vorrömischer Zeit vom Stamm der Karner besiedelt, von dem sich auch der heutige Name der Landschaft Karnien herleitet. Die römische Gemeinde wurde vermutlich gegründet, nachdem im Jahr 52 v. Chr. der keltische Stamm der Japoden nach Italien eingefallen war. Einige Jahrzehnte später kam es durch die Einrichtung der Via Iulia Augusta unter Kaiser Augustus (regierte 31 v. Chr.–14 n. Chr.) zu einem Aufschwung in der Entwicklung Iulium Carnicums. Der Bau dieser wichtigen Nord-Süd-Verbindung war möglicherweise auch ein Grund dafür, dass der Ort von demselben Kaiser zum Municipium erhoben wurde. Unter Kaiser Claudius (regierte 41–54 n. Chr.) folgte mit der Ernennung zur Colonia eine weitere Rangerhöhung. In diese Zeit ist auch die Einrichtung der Provinz Noricum zu datieren, die hauptsächlich auf dem Gebiet des heutigen Österreich lag und deren Südgrenze einige Kilometer nördlich von Iulium Carnicum, beim Plöckenpass, verlief. Der erste Statthalter dieser neu gegründeten Provinz, Gaius Baebius Atticus, stammte aus Iulium Carnicum und übte dort neben seiner Karriere im Reichsdienst auch lokale Ämter aus.
Die Geschichte der Stadt in späterer römischer Zeit ist deutlich schlechter bekannt. Ab der Spätantike wurden viele der antiken Gebäude abgerissen, um Steinmaterial zu gewinnen. Die verbliebenen Einwohner zogen sich auf den Hügel um die Kirche Sankt Peter zurück, der etwa drei Kilometer außerhalb des heutigen Ortes Zuglio liegt. Vorangegangen war dieser Siedlungsreduktion möglicherweise eine Zerstörung des Ortes durch die Westgoten unter Alarich I. Bei dem neuen Siedlungszentrum um Sankt Peter befand sich in den folgenden Jahrhunderten der Sitz der Bischöfe von Karnien. Unter Bezugnahme auf dieses nicht mehr existierende Bistum wurde 1967 das Titularbistum Iulium Carnicum der römisch-katholischen Kirche eingerichtet.

## Archäologie

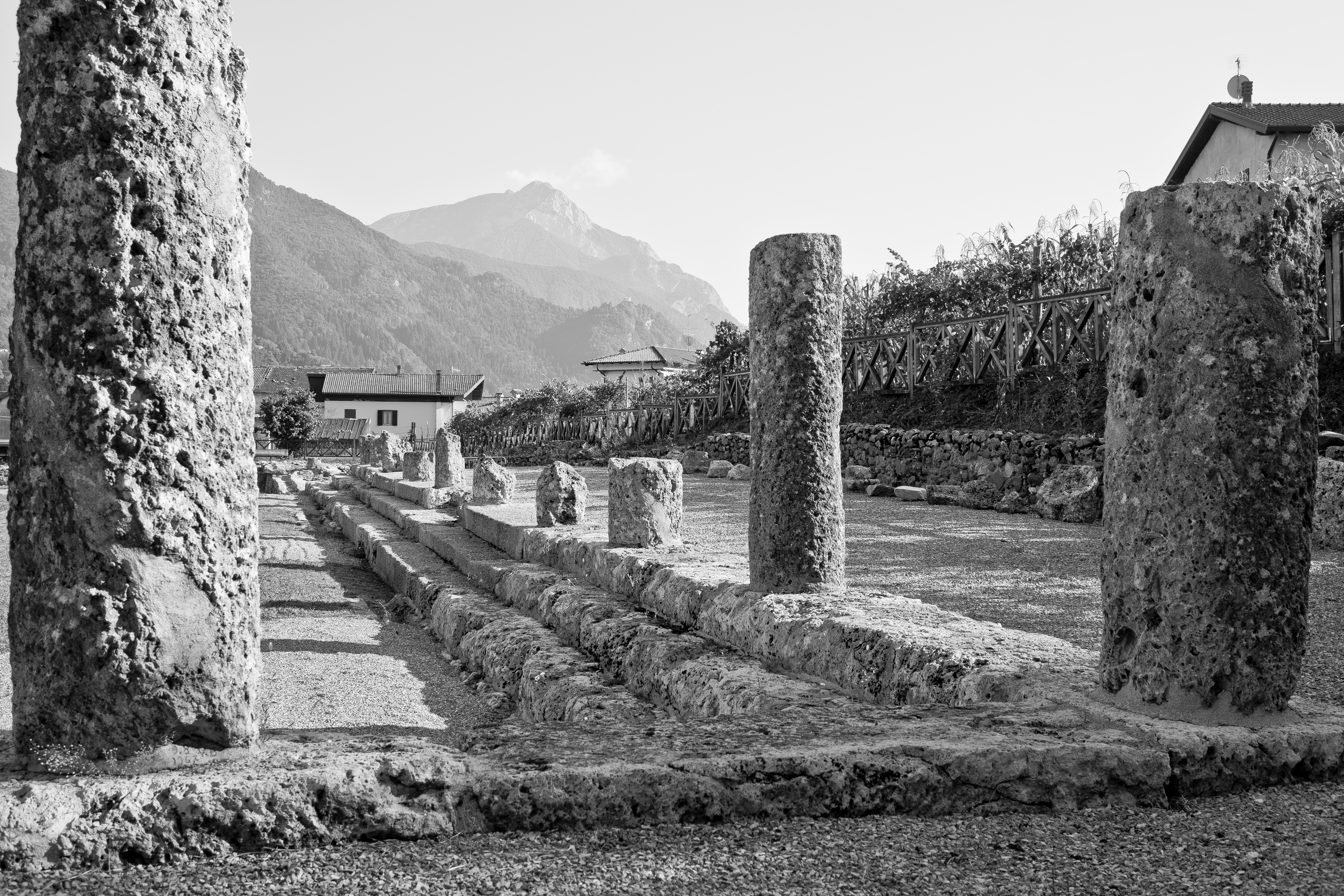
Reste der Säulenhalle des römischen Forums von Iulium Carnicum

Seit dem 19. Jahrhundert wird das antike Iulium Carnicum archäologisch erforscht. Seit März 1995 sind die Funde im neu gegründeten „Städtischen Archäologischen Museum Iulium Carnicum“ präsentiert. Dort sind außer prähistorischen Waffen diverse Zeugnisse der römischen Besiedlung der Region ausgestellt, unter anderem verschiedene Weihinschriften sowie Beispiele römischer Wandmalerei. Einige Funde aus älteren Grabungen befinden sich im Museo Archeologico Nazionale in Cividale del Friuli.
Zu den wichtigsten Baukomplexen des antiken Iulium Carnicum zählt das Forum, an dessen archäologischer Substanz sich zwei verschiedene Bauphasen ablesen lassen. Die eine dürfte in die Zeit des Augustus zu datieren sein, die andere könnte mit der Ernennung zur Colonia unter Claudius zusammengehangen haben. Zu dem Forum gehören wie üblich eine Basilika als Versammlungshalle, ein Tempel und eine Portikus (Säulenhalle). Daneben sind von Iulium Carnicum eine Thermenanlage, ein Aquädukt sowie eine frühchristliche Friedhofskirche bekannt.

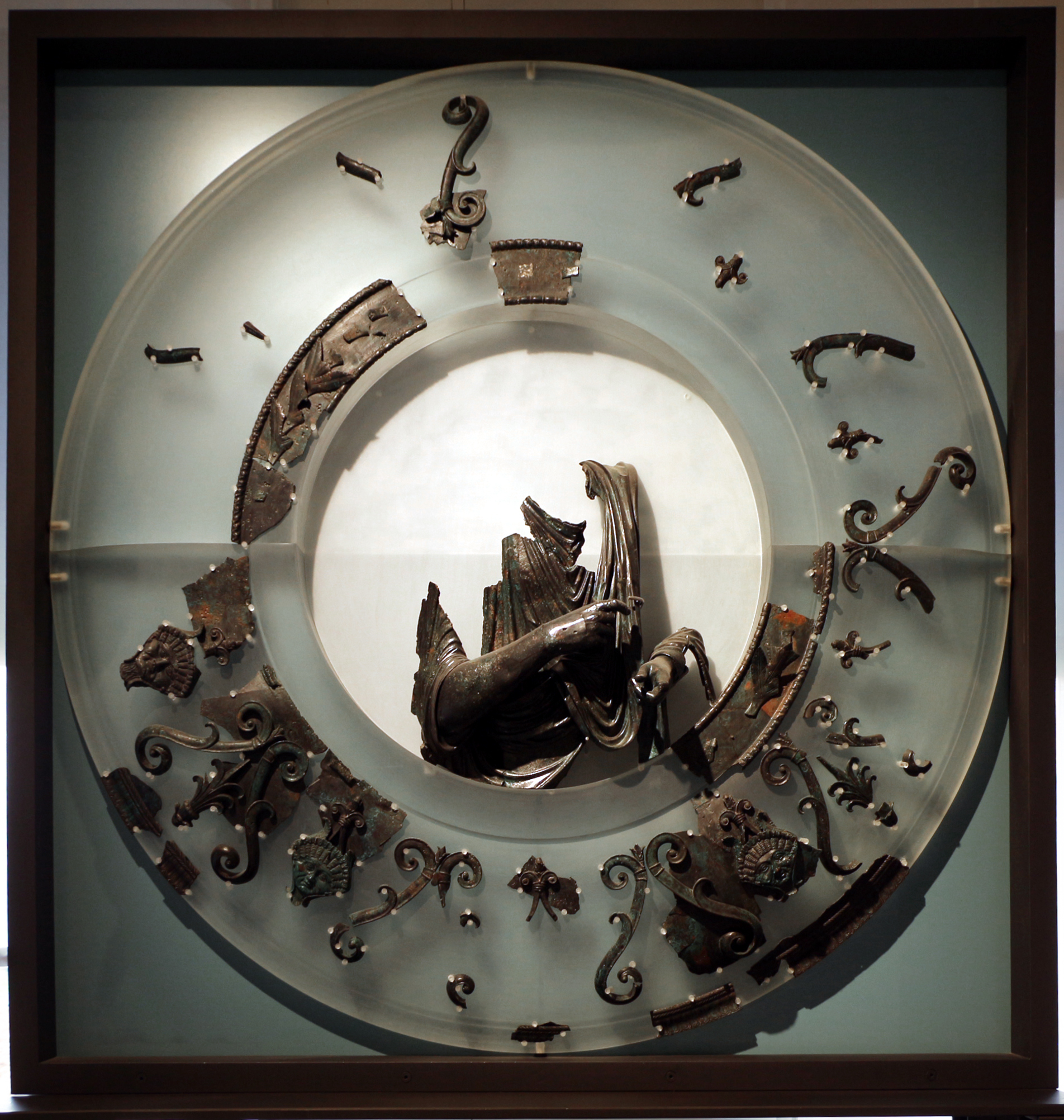
Fragmente eines bronzenen Ehrenschildes aus Iulium Carnicum im Museo Archeologico Nazionale in Cividale

Zu den bedeutendsten Fundstücken aus Iulium Carnicum gehören Reste zweier großformatiger bronzener Ehrenschilde (Clipei), die sich heute im Archäologischen Nationalmuseum in Cividale del Friuli befinden. Sie stammen aus der späten julisch-claudischen Zeit (Mitte des 1. Jahrhunderts n. Chr.) und waren als besondere Ehrung bedeutender Personen am Forum von Iulium Carnicum angebracht. Naturwissenschaftliche Untersuchungen haben gezeigt, dass eine ebenfalls auf dem Forum gefundene bronzene Porträtbüste sowie eine bronzene Ehreninschrift für den ersten norischen Statthalter Gaius Baebius Atticus, den berühmtesten Sohn der Stadt Iulium Carnicum, zu demselben Ehrenmonument gehörten wie der größere der beiden Prunkschilde. Damit lässt sich außerdem erschließen, dass es sich bei der Person, die durch dieses Monument geehrt werden sollte, eben um Baebius Atticus handelte.